# Capilla de Santa Ágata
La capilla de Santa Ágata de Barcelona es un destacado edificio de la arquitectura gótica catalana del año 1302, situado en la plaza del Rey en el centro del barrio gótico barcelonés. En la actualidad, el Salón del Tinell junto con la capilla de Santa Ágata forman parte del Museo de Historia de Barcelona.

## Historia

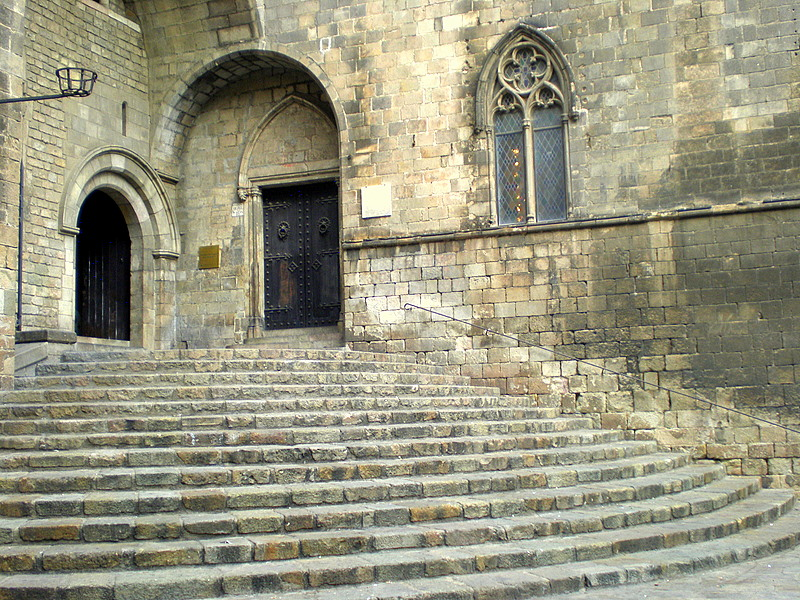
Escalinata del Palau Reial Major, a la derecha, la puerta de entrada de la capilla.

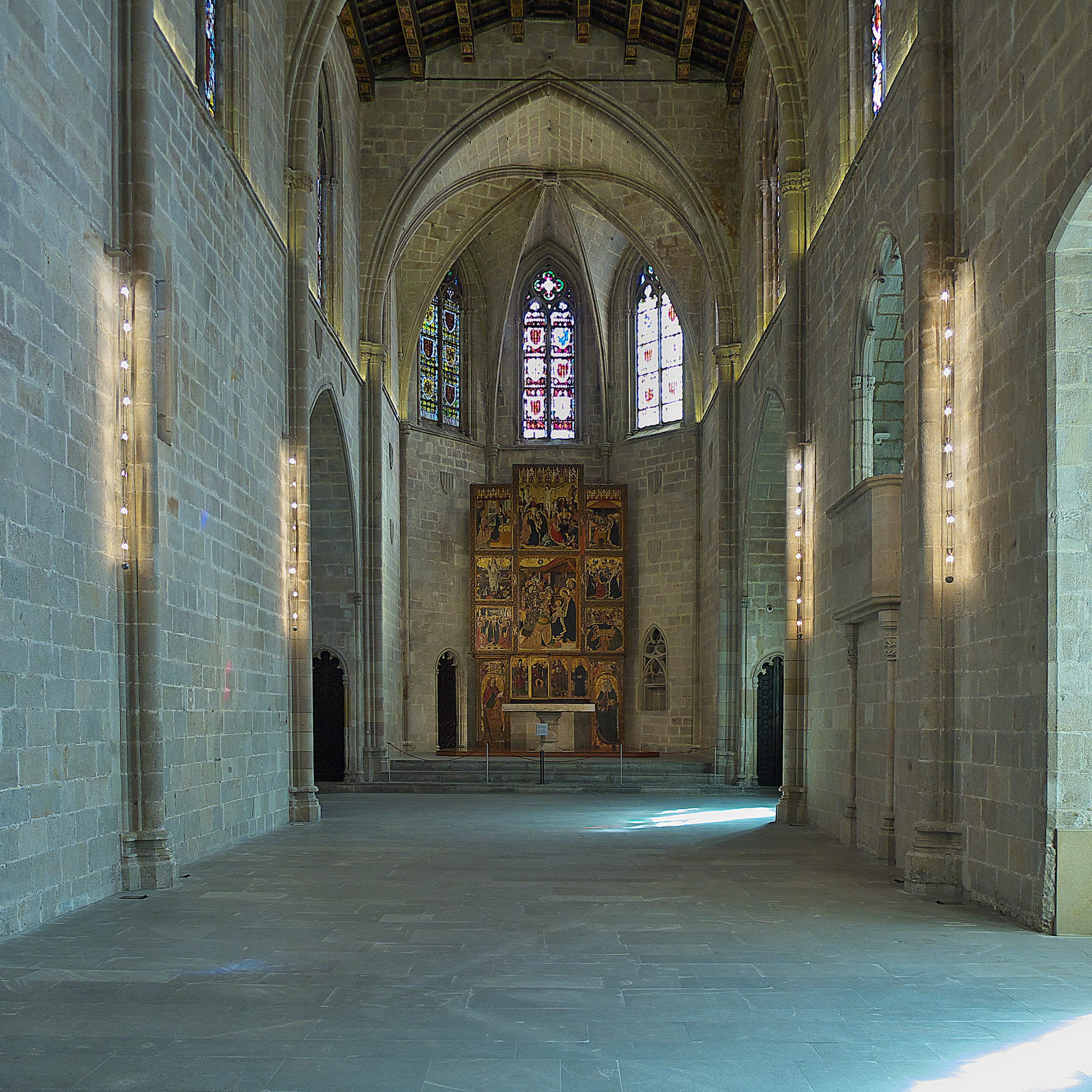
Interior de la capilla

Fue mandada construir por el rey Jaime II de Aragón y su esposa Blanca de Nápoles para formar parte del Palau Reial Major y sustituir el antiguo oratorio que había en palacio.
El maestro de obras Bertran Riquer fue el encargado de empezar su construcción, seguido en el año 1316 por Jaume del Rei y más tarde por Pere d'Olivera. La construcción siguió bajo el reinado de Pedro el Ceremonioso que mandó hacer la capilla de las Reinas en el crucero de la iglesia; por el rey Martín I el Humano se realizó la capilla que servía de baptisterio, a los pies de la nave. Su dedicación primitiva fue en honor de Santa María, hasta el año 1601 que debido a guardar en su interior las reliquias de santa Ágata, se recibió una bula papal para el cambio de advocación.
La capilla sufrió la desamortización de 1835 y fue destinada a diversos usos, en 1856 se inició una restauración por el arquitecto Elías Rogent. A partir de 1879 se creó en ella el Museo Provincial de Antigüedades con un gran fondo lapidario. En la década de 1990 se realizó una nueva restauración por los arquitectos Jordi Casadevall y Alfred Pastor, con obras en la cubierta, el techo, la iluminación y por último la consolidación del campanario.

## Edificio

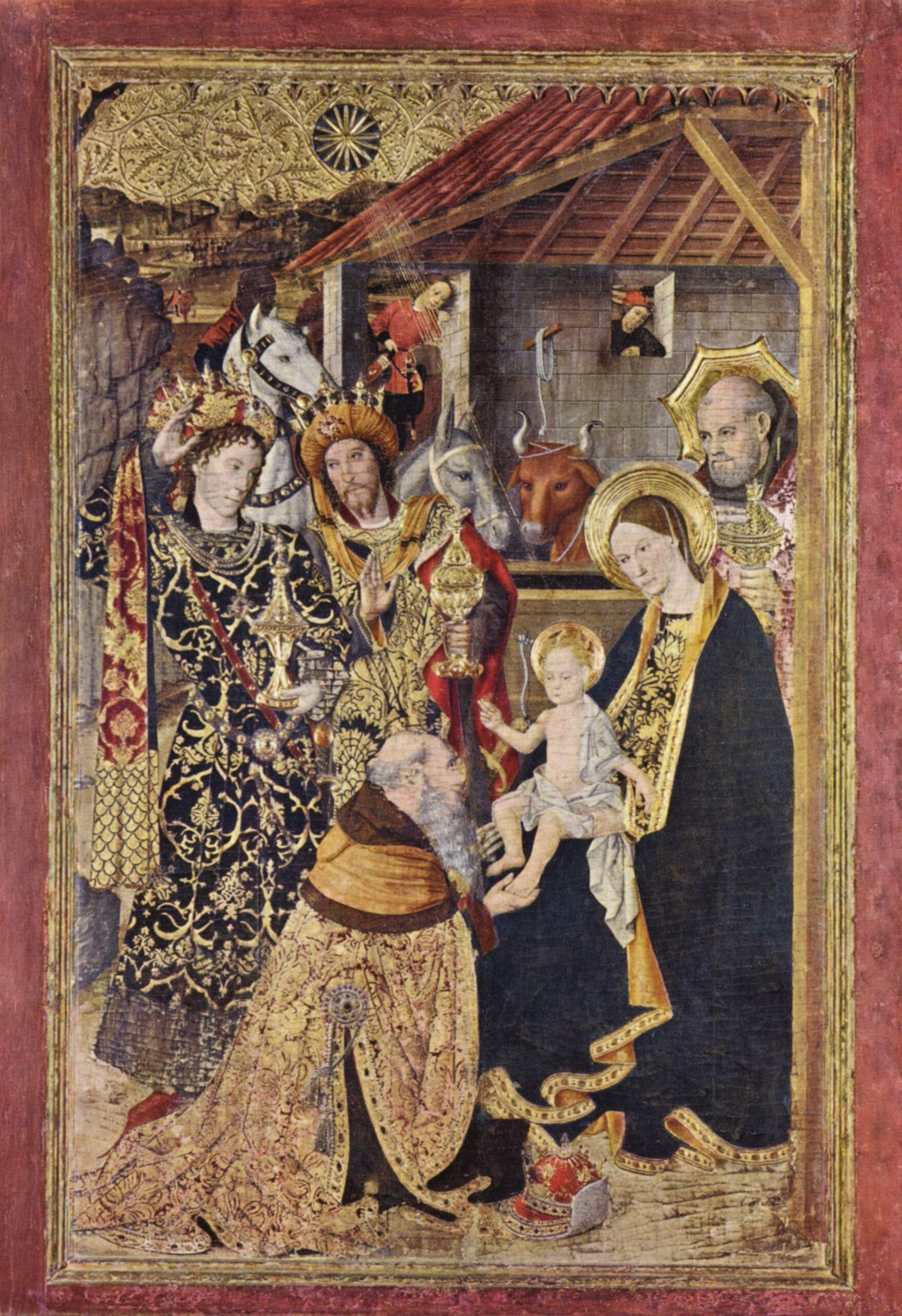
Parte central del retablo de la Epifanía de Jaume Huguet.

La arquitectura es de estilo gótico catalán del año 1302 construida sobre una muralla romana. Consta de una sola nave de planta rectangular con un ábside poligonal, un pequeño crucero con la capilla de las Reinas, donde se pueden ver los escudos de María de Navarra y de Leonor de Sicilia, esposas del rey Pedro el Ceremonioso. En los pies de la nave se encuentra una pequeña capilla que servía de baptisterio. La nave está cubierta con doble vertiente con un artesonado de madera policromado. El ábside está cubierto con bóvedas de crucería y detrás de él se encuentra la sacristía excavada dentro de la muralla romana. Situados entre los contrafuertes se encuentran los vitrales con tracerías góticas que iluminan el espacio interior.
Sobre la parte de la sacristía se encuentra el campanario de planta octogonal, con la terminación en ocho frontones triangulares semejando una corona real, estuvo construido en primer cuarto del siglo XIV.
El escultor Juan Claperós, bajo el mandato del rey Pedro de Portugal (1463-1466), realizó sesenta baldosas de tierra cocida con representaciones de ángeles y las armas de Aragón y Sicilia para la pavimentación y este mismo rey encargó el magnífico retablo de la Epifanía que preside la capilla, al artista Jaume Huguet.